# Lijiangponny
Lijiangponnyn är en liten hästras av ponnytyp som nyligen utvecklats i området runt staden Lijiang i Kina. Lijianponnyerna har utvecklats med hjälp av inhemska små ponnyer som korsats med större hästar för att passa som arbetshäst i högliggande platåerna i Yunnan. Ponnyn är dock fortfarande ganska liten men förvånansvärt stark. Lijiangponnyn finns i ca 4000 exemplar i Kina där den främst används inom lättare jordbruk men även som barnponny då de har ett mycket lätthanterligt temperament. 

## Historia
Många av dagens kinesiska hästraser härstammar från hästar som importerats eller förts in i landet från Mongoliet. Främst utvecklades de av den primitiva Przewalskin och mongoliska ponnyer. Under 1500-talet var Kina hårt utsatt för européernas kolonisering vilket även ledde till att hästarna ibland influerades av europeiska raser. Vid gruvorna var behovet av mindre ponnyer mycket stor ch de brittiska Shetlandsponnyerna har varit en stor del i utvecklandet av de mindre ponnyer som finns i Kina bland annat guoxian som har en mankhöjd på ringa 86-100 cm. I Yunnanprovinsen fanns många olika sorters ponnyer som härstammade från Shetlandsponnyer. 
När Kina blev självständigt och ekonomin förändrades krävdes större och starkare ponnyer som kunde arbeta på de högre höjderna runt staden Lijiang. År 1944 påbörjade man ett avelsprogram med syfte att utveckla en passande ponny. De inhemska små ponnyerna utsattes för stor utavel med många större kinesiska ponnyer bland annat Yiliponnyer och Hequponnyer. Utavel skedde även med arabiska fullblod för att öka storleken långsamt men också för att ge uthållning och bättre kvalitet hos ponnyerna. För att ge massa och öka på storleken ännu mer importerade man Ardennerhästar som egentligen var mycket större och kraftigare än ponnyerna, men genom att välja mindre individer av Ardenner blev korsningarna lyckade. 
Uppfödarna fick en kvalitetsponny som var tillräckligt stark för den tuffa terrängen i området men storleken skulle inte ökas förrän man korsade in mer arabiskt blod i hästarna samt även utavel med Kabardinhästar från Kaukasien. Storleken ökade då till 120-125 cm. Uppfödarna tillämpade då en strikt selektiv avel av de större ponnyerna för att fastställa höjden i rasen. 
Idag finns ca 4000 Lijiangponnyer i Kina och de används främst till lättare jordbruk men även som barnponny. Ytterligare försök att öka höjden på rasen har inte gett några resultat. 

## Egenskaper
Lijiangponnyn är en ganska liten ponny som besitter en primitiv styrka. Det omväxlande klimatet och den höga höjden har gett ponnyn en naturlig seghet och sundhet. Ponnyerna är lugna i temperamentet och lämpar sig därför som barnponny även om det är vanligast att se dem inom lättare jordbruk och på risfält. I Lijian City är det vanligt att se Lijiangponnyer som packdjur och till transport där de drar små vagnar med turister. 
Lijiangponnyn har många primitiva drag men utaveln med araber och den orientaliska Kabardinen har gett ponnyn en något ädlare exteriör. Benen är medellånga och slanka till en något kompakt kropp. Huvudet är mycket ädlare med drag som liknar stora hästars. Det arabiska inflytandet syns i huvudet som har en liten mule och stora ögon. Nosprofilen är platt och rak. Ponnyerna kan vara alla hela färger men är oftast bruna eller gråskimmel. Mankhöjden ligger på ca 120-125 cm. 